# Aartsengel Michaëlkerk (Chamovniki)
De Aartsengel Michaëlkerk van het Academisch Ziekenhuis (Russisch: Храм Архангела Михаила при клиниках на Девичьем поле) is een Russisch-orthodoxe Kerk in het Moskouse district Chamovniki, op loopafstand van het Novodevitsji-klooster. De kerk is de huiskerk van de Medische Universiteit van Moskou.

## Geschiedenis
De bouw van de kerk vond plaats in de jaren 1894-1897. Aangezien de kerk verbonden was aan het Academisch Ziekenhuis in Moskou vormden artsen, studenten, verplegend personeel en patiënten de parochianen. Er werden in het ziekenhuis veel kinderen geboren en dus werd er volop gedoopt in de kerk.

## Sluiting
In de antireligieuze politiek van de Sovjet-Unie paste geen kerk bij staatsinstellingen. Alleen al om die reden werd de kerk in 1918 afgestoten. Tijdelijk kreeg de kerk de functie van parochiekerk maar in het jaar 1922, toen veel kerken en kloosters in Rusland werden beroofd van waardevolle voorwerpen, werden ook de kerkelijke kostbaarheden van de Kerk van de Aartsengel Michaël in Chamovniki in beslag genomen. Ondanks verzoeken van omwonenden de kerk open te houden viel het doek in 1931. De kerk werd voor de eredienst gesloten en kreeg in de loop der tijd diverse bestemmingen, zoals een sporthal, een apotheek en een magazijn. Daarbij werd de kerk steeds meer beschadigd en ontdaan van het oorspronkelijke uiterlijk. Hoektorens, klokkentoren en het tentdak van de grote toren verdwenen en het interieur ging volledig verloren.
In de jaren 1970 poogde men de kerk op de monumentenlijst te plaatsen. Er waren echter ook plannen voor nieuwbouw op de locatie van het kerkgebouw en in 1977 ving men aan met totale sloop. Daarbij werden grote stukken muur, de apsis en de noordelijke Catharinakapel afgebroken. Publieke interventie onderbrak de sloopwerkzaamheden, waarna de kerk er ruim tien jaar verlaten bij stond.

## Heropening
Op initiatief van de rector van de Academie voor Geneeskunde werd de kerk in 1990 teruggegeven aan de Russisch-orthodoxe Kerk. De kerk kreeg wel een zwaar gehavend gebouw in haar bezit. De restauratie duurde jaren, maar in 1997 kon een grotendeels gerestaureerde kerk het 100-jarig bestaan van het Academisch Ziekenhuis vieren.
De wijding van de kerk vond plaats op 19 september 2002, in dezelfde maand waarin het wonder van de Aartsengel Michaël in Kolosse in de Orthodoxe Kerk wordt gevierd.
De kerk heeft weer de functie van huiskerk van het ziekenhuis, echter ook omwonenden maken gebruik van de kerk.